# Diecezja Hamilton na Bermudach
Diecezja Hamilton na Bermudach (łac.: Dioecesis Hamiltonensis in Bermuda), ang.: Diocese of Hamilton in Bermuda) – katolicka diecezja karaibska położona w północnej części tego amerykańskiego terytorium. Obejmuje swoim zasięgiem: Bermudy, kolonię brytyjską. Siedziba biskupa znajduje się w katedrze św. Teresy w Hamilton.

## Historia
19 lutego 1953 na mocy decyzji papieża Piusa XII powstała prefektura apostolska Bermudów, z wydzielenia tych wysp z kanadyjskiej archidiecezji Halifax. 28 stycznia 1956 została ona podniesiona do rangi wikariatu apostolskiego, a 12 czerwca 1967 przekształcona w diecezję Hamilton na Bermudach.

## Biskupi
- Biskup diecezjalny: bp Wiesław Śpiewak, C.R.
- Biskup senior: bp Robert Joseph Kurtz, C.R.

## Podział administracyjny
W skład diecezji hamiltońskiej wchodzi obecnie sześć parafii:
- Parafia katedralna pw. św. Teresy w Hamilton
- Parafia św. Antoniego w Middle Road w Warwick
- Parafia św. Józefa w Somerset Road w Somerset
- Parafia św. Michała w South Road w Paget West
- Parafia św. Patryka w South Road w Smith's
- Parafia Matki Bożej w St. George

## Patroni
- Teresa z Lisieux (1873–1897) – francuska karmelitanka bosa, święta katolicka, patronka misji, Doktor Kościoła.

## Główne świątynie
- Katedra św. Teresy w Hamilton